# 杨河乡 (隆德县)
杨河乡，是中华人民共和国宁夏回族自治区固原市隆德县下辖的一个乡镇级行政单位。

## 行政区划
杨河乡下辖以下地区：
玉平村、串河村、杨河村、红旗村和穆川村。